# Dwight King
Dwight King (Meadow Lake, 5 luglio 1989) è un hockeista su ghiaccio canadese professionista che gioca nel ruolo di centro per i Los Angeles Kings, con cui ha vinto le Stanley Cup 2012 e 2014.

## Carriera
Dopo aver trascorso 5 anni, tra 2004 e 2009, con i Lethbridge Hurricanes in WHL, fu inserito nella rosa dei Los Angeles Kings, squadra dell'NHL che lo aveva selezionato nel Draft 2007. Iniziò la sua carriera professionistica con gli affiliati degli Ontario Reign, squadra della ECHL, giocando anche per i Manchester Monarchs della AHL, altra squadra satellite dei californiani. Cominciò a ricevere le prime convocazioni dalla prima squadra nella stagione 2010-2011, riuscendo a debuttare in NHL il 17 novembre 2010 in una gara interna contro i Columbus Blue Jackets. Il 12 febbraio 2012 ha realizzò il suo primo gol nella lega contro i Dallas Stars. Nei playoff della stagione 2011-2012 mise a referto 5 gol e 3 assist, aiutando i Kings a vincere la loro prima Stanley Cup.

## Palmarès

### Club
- Stanley Cup: 2

Los Angeles: 2011-12, 2013-14